# Cirugía resectiva periodontal
Los procedimientos resectivos son aquellos que logran eliminar o reducir la bolsa periodontal por medio de técnicas quirúrgicas, tales como cortes, amputaciones o excisiones en los tejidos de soporte dental y en las paredes de la bolsa periodontal. 3 Estos procedimientos son realizados en pacientes con periodontitis con el objetivo de controlar el proceso inflamatorio, eliminar la bolsa periodontal, corregir los defectos anatómicos que pueden favorecer a la acumulación del biofilm, facilitando al paciente la higiene oral y evitando la creación de nuevas bolsas periodontales. 

## Historia de la cirugía resectiva, estudios longitudinales
Se cree que la cirugía resectiva se originó en los tiempos de Fauchard en 1742, quien recomendó la remoción de exceso de tejido en un procedimiento quirurgico. Más adelante, en 1884, Robicsek describe un procedimiento similar, en el cual hay una remoción de tejido óseo además del tejido blando. En 1912, Pickerill fue el primero en utilizar el término “gingivectomia”. 3
En 1949, Schulger publicó un reporte de caso en donde justifica que para que exista una eliminación total de la bolsa periodontal es necesario eliminar tejido óseo y así lograr una adaptación de la encía.3
Las investigaciones de Ramfjord en 1958 son consideradas como el primer estudio longitudinal de este tipo de cirugía, es decir, el primer estudio comparativo entre cirugía resectiva y otros procedimientos no quirúrgicos. Los estudios de Ramfjord comparan dos grupos de pacientes con periodontitis,  en un grupo solo se realiza raspado y alisado radicular (procedimiento no quirúrgico) y en otro grupo se realiza cirugía resectiva (con la técnica de colgajo posicionado apical con cirugía ósea o gingivectomía). Las conclusiones del estudio y los resultados obtenidos entre los 5 y 7 años después del tratamiento fueron similares. Sin embargo, en el grupo al que se le realizó cirugía la reducción de bolsas periodontales fue más efectiva y el mantenimiento obtuvo mejores resultados. 3
Oslen, en 1985, publicó una comparación entre dos grupos de tratamientos: raspado con y sin cirugía ósea. En la evaluación, cinco años después de la cirugía, el valor de profundidad al sondeo fue de 3.1 milímetros en los sitios quirurgicos con reducción ósea y de 3.4 milímetros en los sitios sin cirugía. Esto indica que existe una reincidencia de bolsas periodontales en sitios tratados sin procedimientos resectivos.3,4

## Técnicas de la cirugía resectiva y definiciones
- Colgajo posicionado apicalmente sin cirugía ósea: técnica introducida por Nabers en 1954 que consiste en reposicionar el colgajo por debajo de la base de la bolsa periodontal.
- Colgajo posicionado apicalmente con cirugía ósea: Según el criterio del clínico profesional, se puede realizar remoción del tejido óseo basándose en los siguientes principios
- Osteoplastía: Remodelado del proceso alveolar para lograr una forma más favorable sin la remoción de hueso alveolar de soporte. o	Osteotomía u ostectomía: Remoción de hueso alveolar de soporte, cambiando la posición de la cresta en relación con el diente. Este procedimiento es realizado para remodelar deformidades en el hueso alveolar y marginal causadas por la enfermedad periodontal. 3,6,
- Tratamientos de resección radicular: 
  - Amputación radicular: remoción completa de una o más raíces pero no todas las raíces de un diente, no hay corte en la corona clínica.
  - Apicectomía : remoción de 3 milímetros de la porción más apical de la raíz.
  - Tunelización: unión de la furca vestibular con la lingual creando un acceso más fácil y mantenible para el paciente.
  - Hemisección: sección de un molar inferior mediante un corte en la corona clínica, dejando dos partes relativamente iguales.
  - Bisección y trisección: remoción de una o dos raíces de un molar superior que tiene tres raíces. 5
- Gingivectomía3,5 : Eliminación de la pared patológica de la bolsa periodontal.  Está indicado en pacientes periodontalmente comprometidos , así como en pacientes con agrandamientos gingivales inflamatorios crónicos y en pacientes que presentan agrandamiento gingival después de un tratamiento de ortodoncia.

## Indicaciones
La cirugía resectiva es recomendada en pacientes que se encuentren en las siguientes situaciones:
- Agrandamientos gingivales que no responden a la terapia inicial
- Tratamiento de furcaciones
- Bolsas periodontales persistentes mayores a seis milímetros.
- Algunos casos con indicaciones protésicas y endodónticas 4,5

## Contraindicaciones
La cirugía resectiva no es recomendada en pacientes que se encuentren en las siguientes situaciones:
•	Escasa o nula cantidad de encía insertada y queratinizada.
•	Compromiso sistémico (enfermedades crónicas no controladas).4,5

## Instrumental
Además de los instrumentos convencionales, hoy en día se han buscado alternativas para obtener resultados con mayor beneficio terapéutico tales como el uso del bisturí piezoeléctrico, ya que permite un menor daño tisular por la frecuencia selectiva en los tejidos. Con el uso del bisturí piezoeléctrico se ha encontrado una respuesta ósea más favorable que con las fresas de carburo o de diamantes tradicionales. 8

## Recomendaciones
Es importante considerar los siguientes factores antes de realizar una cirugía resectiva: 
- Periodontograma inicial y de re-evaluación
- Cantidad de encía queratinizada
- Altura de la cresta ósea
- Línea de la sonrisa
- Cantidad de estructura dental remanente
- Fenotipo periodontal